# Una spada nell'ombra
Una spada nell'ombra è un film del 1961 diretto da Luigi Capuano.

## Trama
Una faida tra le famiglie Della Rocca e Altavilla ostacola l'amore di due giovani ragazzi.